# Холстед (Пенсилванија)
Холстед (енгл. Hallstead) град је у америчкој савезној држави Пенсилванија.

## Демографија
По попису из 2010. године број становника је 1.303, што је 87 (7,2%) становника више него 2000. године.
| Група             | 2000.         | 2010.         |
| Белци             | 1.194 (98,2%) | 1.257 (96,5%) |
| Афроамериканци    | 8 (0,7%)      | 9 (0,7%)      |
| Азијати           | 5 (0,4%)      | 0 (0,0%)      |
| Хиспаноамериканци | 3 (0,2%)      | 13 (1,0%)     |
| Укупно            | 1.216         | 1.303         |